# Dichocrocis macrostidza
Dichocrocis macrostidza là một loài bướm đêm trong họ Crambidae.